# 约翰·费尔柴尔德
约翰·拉塞尔·费尔柴尔德（英語：John Russell Fairchild，1943年4月28日—），美国NBA联盟的前职业篮球运动员。他在1965年的NBA选秀中第2轮第16顺位被洛杉矶湖人选中。